# د. ك. ميتكالف
د. ك. ميتكالف (بالإنجليزية: D. K. Metcalf)‏ هو لاعب كرة قدم أمريكية أمريكي، ولد في 14 ديسمبر 1997 في أكسفورد في الولايات المتحدة.